# Batalla de Rincón de Valladares
La Batalla de Rincón de Valladares (Tucumán, Argentina, 6 de julio de 1827) fue un combate entre las fuerzas federales de Facundo Quiroga y las del gobernador unitario Lamadrid, en las cercanías de la ciudad de Tucumán. La victoria fue de Quiroga, que obligó a Lamadrid a renunciar y exiliarse en Bolivia, dejando el gobierno de la provincia de Tucumán en manos del partido federal.

## Antecedentes
Después de la victoria de Facundo Quiroga en la batalla de El Tala, en 1826, creyendo muerto a Lamadrid, el caudillo riojano se marchó a Cuyo, donde aseguró el triunfo del partido federal. Mientras tanto, el herido gobernador tucumano recibió apoyos desde Buenos Aires, donde el presidente Rivadavia lo instaba a derrocar a los gobiernos provinciales opuestos a su mando. Lamadrid alcanzó a invadir, ya por tercera vez, la provincia de Catamarca, donde volvió a reponer al gobernador unitario.
Por eso regresó Facundo Quiroga a enfrentarlo, apoyado por el gobernador de Santiago del Estero, Juan Felipe Ibarra. Avanzó hasta las cercanías de la capital tucumana y lo atacó en el Rincón del Manantial o de Valladares el 6 de julio.

## La batalla
La batalla comenzó con una ventaja de la caballería unitaria, que desplazó completamente a la federal. Pero la infantería, comandada por el coronel Bargas, resistió el embate enemigo y avanzó sobre el centro de la línea de Lamadrid. Parte de las fuerzas de Lamadrid se dedicaron a perseguir a los santiagueños, que habían abandonado el campo de batalla, y en ese momento, la reserva de Quiroga destrozó el resto de las líneas enemigas.
Cuando regresaron los tucumanos, ya la infantería había perdido tres cuartas partes de sus soldados, y se retiraron también. Las bajas fueron muy importantes en ambos bandos. Y aumentaron cuando, días más tarde, Quiroga hizo fusilar a varios oficiales prisioneros.

## Consecuencias
Lamadrid huyó a la provincia de Salta, donde el gobernador Gorriti se negó a auxiliarlo, por lo que debió exiliarse en Bolivia. Quiroga, por su parte, aseguró el dominio de la provincia de Tucumán por el más prestigioso de los políticos federales de esa provincia, Nicolás Laguna.
Esta batalla significó el final de la primera guerra entre unitarios y federales en el interior; a lo largo de esta, se habían enfrentado fuerzas de no más de tres provincias en cada campaña, de modo que tuvo un alcance limitado. El ciclo de las guerras civiles argentinas registraría un cambio sustancial a partir de 1828, cuando una nueva guerra civil enfrentaría fuerzas de muchas provincias y dividiría al país en dos mitades mutuamente enfrentadas. Esta situación volvería a repetirse dos veces al menos, en 1840 y en 1861.